# Jennifer Ehle
Jennifer Ehle (ur. 29 grudnia 1969 w Winston-Salem, Karolina Północna) – amerykańska aktorka. Dzieciństwo spędziła w Ameryce i Wielkiej Brytanii. W tym czasie chodziła do 18 szkół.
Jest córką brytyjskiej aktorki Rosemary Harris i amerykańskiego pisarza Johna Ehle. Najlepiej znana jest z roli Elżbiety Bennet w miniserialu Duma i uprzedzenie zrealizowanym na podstawie książki Jane Austen. Została za nią uhonorowana nagrodą BAFTA w 1996 roku. Jest również aktorką teatralną, dwukrotnie (w 2000 i 2007) nagrodzona została Tony Award. Kilkakrotnie grała w filmach razem ze swoją matką; w filmie Kropla Słońca obie zagrały Valerie Sonnenschein - Jennifer wcieliła się w rolę młodej Valerie, a jej matka zagrała tę samą kobietę kilkadziesiąt lat później.
W latach 1994–1995 była związana z partnerującym jej w Dumie i uprzedzeniu Colinem Firthem; obecnie jest żoną Michaela Ryana (od 1 grudnia 2001), z którym ma syna George’a.

## Filmografia
- 1992: The Camomile Lawn jako młoda Calypso
- 1992–1993: Kroniki młodego Indiany Jonesa (Young Indiana Jones Chronicles, The) jako cesarzowa Zita (gościnnie)
- 1993: Micky Love jako Tasmin
- 1993: Maitlands, The jako Phyllis
- 1994: Pleasure jako Emma Desneuves
- 1994: Récréation, La jako Nadine
- 1994: Backbeat jako Cynthia Powell
- 1994: Self Catering jako Meryl
- 1995: Beyond Reason jako Penny McAllister
- 1995: Duma i uprzedzenie jako Elizabeth Bennet
- 1997: Melissa jako Melissa
- 1997: Rajska droga (Paradise Road) jako Rosemary Leighton
- 1997: Wilde. Historia pisarza jako Constance Lloyd Wilde
- 1998: Sypialnie i przedsionki jako Sally
- 1999: Kropla słońca jako Valerie Sonnenschein
- Młody Indiana Jones - Przygody tajnego agenta (Adventures of Young Indiana Jones: Adventures in the Secret Service, The) jako cesarzowa Zita
- 1999: Tegoroczna miłość (This Year's Love) jako Sophie
- 2002: Opętanie jako Christabel LaMotte
- 2005: Król rzeki jako Betsy Chase
- 2008: Pride and Glory jako Abby Tierney
- 2010: Jak zostać królem (The King’s Speech) jako Myrtle Logue
- 2015: 50 Twarzy Greya (Fifty Shades of Grey) jako Carla May Wilks
- 2016: Opiekun jako Elsa
- 2019: Profesor i szaleniec (The Professor and the Madman) jako Ada Murray

## Wybrane nagrody
- 1991 – Ian Charleson Award za rolę w sztuce Świętoszek
- 1992 – Radio Times Award (w kategorii najlepszy debiutant) za rolę w The Camomile Lawn
- 1996 – Nagroda BAFTA za rolę w Dumie i uprzedzeniu
- 1997 – nominacja do nagrody BAFTA za rolę w filmie Wilde. Historia pisarza
- 2000 – Tony Award (w kategorii najlepsza pierwszoplanowa rola kobieca) za rolę w sztuce The Real Thing
- 2000 – nominacja do Laurence Olivier Theatre Award za rolę w sztuce The Real Thing
- 2000 – Variety Club Award za rolę w sztuce The Real Thing
- 2000 – Nominacja do Outer Critics Circle Award za rolę w sztuce The Real Thing
- 2000 – Nominacja do Nagrody Genie za rolę w Kropli Słońca
- 2001 – Golden Satellite Award za rolę w Kropli Słońca (nagrodzona razem z Rosemary Harris)
- 2007 – Nominacja do Outer Critics Circle za rolę w sztuce Coast of Utopia
- 2007 – Tony Award za rolę w sztuceCoast of Utopia